# Abavorana
Genre
Synonymes
- Limnodytes Peters, 1871
- Rana (Peters, 1871)
- Hylarana (Peters, 1871)

Abavorana est un genre d'amphibiens de la famille des Ranidae.

## Répartition
Les 2 espèces de ce genre se rencontrent en Asie du Sud-Est.

## Liste des espèces
- Abavorana luctuosa (Peters, 1871)
- Abavorana nazgul Quah, Anuar, Grismer, Wood, Azizah & Muin, 2017[1]

## Publications originales
- Oliver, Prendini, Kraus & Raxworthy, 2015 : Systematics and biogeography of the Hylarana frog (Anura: Ranidae) radiation across tropical Australasia, Southeast Asia, and Africa. Molecular Phylogenetics and Evolution, vol. 90, p. 176–192.
- Peters, 1871 : Über neue Reptilien aus Ostafrica und Sarawak (Borneo), vorzüglich aus der Sammlung des Hrn. Marquis J. Doria zu Genua. Monatsberichte der Königlich preussischen Akademie der Wissenschaften zu Berlin, vol. 1, p. 566-581 (texte intégral).